# Chinchihuasi (distrito)
Chinchihuasi é um distrito do Peru, departamento de Huancavelica, localizada na província de Churcampa.

## Transporte
O distrito de Chinchihuasi é servido pela seguinte rodovia:
- PE-3SD, que liga a cidade de San Miguel de Mayocc ao distrito de Ñahuimpuquio
- HV-103, que liga a cidade de Anco ao distrito de Pachamarca
- HV-102, que liga a cidade ao distrito de Colcabamba [1][2][3]